# Hanns Johst
Hanns Johst (Seerhausen, 8 luglio 1890 – Ruhpolding, 23 novembre 1978) è stato un poeta, drammaturgo e scrittore tedesco, uno dei maggiori rappresentanti della letteratura nazionalsocialista.

## Biografia

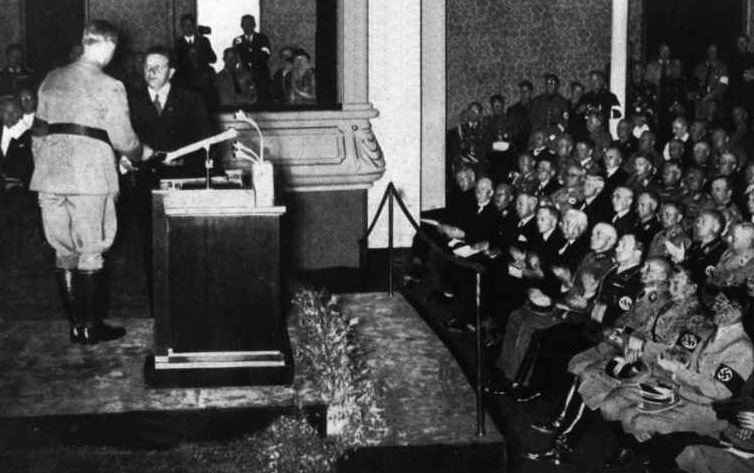
Johst riceve il premio NSDAP, da Alfred Rosenberg (Norimberga, 11 novembre 1935)

Johst, dopo la morte del padre insegnante, visse in Sassonia nell'azienda agricola dei nonni.
Johst dal 1908 soggiornò a Lipsia, Monaco di Baviera, Vienna e Berlino per studiare medicina, filologia e arte.
Nel suo periodo giovanile Johst si avvicinò all'espressionismo, come evidenziarono i suoi lavori di esordio, la commedia Stroh (Paglia, 1915) e il libro di poesie Wegwärts (Verso la strada, 1916).
Nel 1915 si sposò con la figlia di una famiglia nobile di Norimberga, ramo di Oberallmannshausen.
Partecipò come volontario alla prima guerra mondiale, durante la quale Johst scrisse due drammi d'avanguardia caratterizzati da toni pessimistici, intitolati Der junge Mensch (L'uomo giovane, 1917) e Der Einsame (Il solitario, 1917); il primo incentrato sui conflitti generazionali e il secondo sulla sfortunata vita dello scrittore Grabbe, nei quali il lirismo, a tratti ironico, approfondisce il tema del tragico fallimento di chi persegue la grandezza in un'epoca indifferente e ostile.
A partire dal 1923 le sue opere appaiono improntate a una psicologia di tipo naturalista. Durante gli anni '20 si avvicinò al nazismo e nel 1932 aderì al partito nazista.
Da segnalare in questa fase creativa il dramma Thomas Paine (1927), nel quale l'idealista che apparentemente perde nella sua battaglia, diventa il vincitore perché promuove il rinnovamento della società; il saggio Ich glaube! Bekenntnisse (Io credo! Dichiarazioni di fede, 1928), intriso di un ritrovato ottimismo e di una fede; il dramma Schlageter (1933), dedicato al militare di estrema destra Albert Leo Schlageter, condannato dai francesi durante l'occupazione della Ruhr nel 1923 e considerato dai nazisti un martire.
Tra i numerosi incarichi, Johst fu presidente della Camera degli scrittori del Reich, dell'Accademia della Poesia, membro del Consiglio di Stato e tra i numerosi riconoscimenti ricevette il premio del NSDAP per arte e scienza, al Congresso del partito del Terzo Reich a Norimberga nel 1935.
Dopo la seconda guerra mondiale, a causa della sua militanza nazista, fu condannato a tre anni di reclusione; in quel periodo si dedicò alla traduzione della poesia francese contemporanea.
Dopo aver riacquistato la libertà, pubblicò il romanzo Gesegnete Vergänglichkeit (Beata transitorietà, 1955), che risultò l'ultimo atto della sua carriera letteraria. Si ritirò a Oberallmannshausen e non apparve più in pubblico.
Il 23 novembre 1978 Hanns Johst morì a Ruhpolding (Alta Baviera).

## Schlageter
Quando i nazisti presero il potere in Germania, Johst scrisse - tra il 1929 ed il 1932 - il dramma improntato all'ideologia nazista Schlageter, che venne rappresentato per la prima volta in occasione del quarantaquattresimo compleanno di Hitler (cui l'opera è dedicata), il 20 aprile 1933, per celebrare la sua vittoria. L'opera fu replicata oltre mille volte e premiata da Hitler con 50.000 Reichsmark. Il dramma tratta del combattente irregolare tedesco Albert Leo Schlageter, catturato dai francesi durante l'occupazione della Ruhr del 1923 e condannato a morte dalla corte marziale per aver attentato ai loro trasporti militari. Johst proclamò Schlageter «primo soldato del terzo Reich». La frase: "Quando sento la parola cultura, la mano mi corre alla pistola!", spesso attribuita a Hermann Göring (ma anche a Joseph Goebbels o a Heinrich Himmler), deriva in realtà da questo dramma, benché nello stesso sia leggermente diversa:
(Hanns Johst, Schlageter  Atto 1, Scena 1)

## Opere principali

### Novelle e romanzi
- Der Anfang (L'inizio), 1917;
- Der Kreuzweg (Il bivio), 1921;
- Consuela, 1924;
- Consuela. Aus dem Tagebuch einer Spitzbergenfahrt (Consuela, dai diari di viaggio a Spitzbergenfahrt), 1925;
- So gehen sie hin (Così svaniscono), 1930;
- Die Begegnung (L'incontro), 1930;
- Die Torheit einer Liebe (La follia di un amore), 1931;
- Ave Maria, 1932;
- Mutter ohne Tod. Die Begegnung (Madre senza morte. L'incontro), 1933;
- Maske und Gesicht (Mascherina e viso), 1935;
- Erzählungen (Storie), 1944;
- Gesegnete Vergänglichkeit (Beata transitorietà), 1955.

### Drammi
- Stunde der Sterbenden (Ora del morente), 1914;
- Stroh (Paglia), 1915;
- Der junge Mensch (Il giovane), 1916;
- Der Ausländer (Lo straniero), 1916;
- Stroh (Paglia), 1916;
- Der Einsame (Il solitario), 1917;
- Der König (Il re), 1920;
- Propheten (Il profeta), 1922;
- Wechsler und Händler (Cambiavalute e commercianti), 1923;
- Die fröhliche Stadt (La città felice), 1925;
- Der Herr Monsieur (Il Signore Monsieur), 1926;
- Thomas Paine, 1927;
- Schlageter, 1933;
- Fritz Todt. Requiem, 1943.

### Poesie
- Wegwärts (Verso la strada), 1916;
- Rolandruf (La chiamata di Roland), 1918;
- Mutter (Madre), 1921;
- Lieder der Sehnsucht (Canti di nostalgia), 1924;
- Briefe und Gedichte von einer Reise durch Italien und durch die Wüste (Lettere e poesie da un viaggio attraverso l'Italia e attraverso il deserto), 1926;
- Die Straße. Gedichte und Gesänge (La strada. Poesie e canti), 1941;
- Im Tal der Sterne. Liebeslieder. Mutterlieder (Nella valle delle stelle. Canzoni d'amore. Canzoni della madre), 1943.

### Saggi, scritti, articoli
- Dramatisches Schaffen (Creazione drammatica), 1922;
- Wissen und Gewissen (Conoscenza e coscienza), 1924;
- Ich glaube! Bekenntnisse (Io credo! Dichiarazioni di fede), 1928;
- Meine Erde heißt Deutschland (La mia terra si chiama Germania), 1938;
- Ruf des Reiches, Echo des Volkes (Chiamata del Reich, eco del popolo), 1940;
- Hanns Johst spricht zu dir  (Hanns Johst parla a voi), 1942.